# Breach
Breach (en España: El espía, en Hispanoamérica: La conspiración) es una película estadounidense de 2007 dirigida por Billy Ray. El guion de Ray, Adam Mazer y William Rotko está basado en unos hechos reales ocurridos a Robert Hanssen, un agente del FBI acusado de espionaje para la Unión Soviética, posteriormente Rusia, durante más de dos décadas, y Eric O’Neill, que trabajó como su asistente y que ayudó a su detención. O’Neill trabajó como asesor en la película.

## Sinopsis
El aspirante a agente del FBI Eric O’Neill (Ryan Phillippe), es asignado al veterano agente Robert Hanssen (Chris Cooper), para que trabaje con él antes de su inminente jubilación. El FBI tiene evidencias de que está pasando información muy valiosa a la KGB soviética inicialmente y a Rusia posteriormente. Para no levantar demasiadas sospechas, una de las principales supervisoras del caso, Kate Burroghs (Laura Linney), le dice a Eric que su misión será vigilar a Hanssen, calificado como el peor espía de los Estados Unidos y quien además es un pervertido sexual que filma las relaciones con su esposa Bonnie (Kathleen Quinlan) y las comparte con un amigo.
O’Neill es asignado a Hanssen como su asistente y este reporta todas las actividades de su jefe, quien va a realizar una última entrega a los servicios de inteligencia rusa. O’Neill obtiene mucha información de la agenda electrónica de Hanssen a quien los rusos lo identifican como Ramón.

## Argumento
Eric O’Neill es un joven y ambicioso empleado del FBI asignado para trabajar de forma encubierta como empleado de Robert Hanssen, un agente de alto rango que, según le han dicho, es sospechoso de ser un desviado sexual. Hanssen ha sido llamado de nuevo de un puesto de trabajo en el Departamento de Estado a la sede del FBI, aparentemente para dirigir una nueva división especializada en Seguridad de la Información.
Inicialmente, Hanssen insiste en una estricta formalidad entre los dos hombres. Con frecuencia despotrica contra la burocracia del FBI y se queja de que solo aquellos que regularmente «disparan armas» son considerados para puestos superiores en lugar de aquellos, como él, que están involucrados en asuntos vitales de seguridad nacional. Dice que los sistemas de tecnología de la información del FBI son anticuados y lamenta la falta de coordinación e intercambio de información con otras agencias de inteligencia.
Con el tiempo, Hanssen se convierte en amigo y mentor de O’Neill y se interesa personalmente por él y por su esposa Juliana, que sospecha de Hanssen y resiente sus intrusiones. Hanssen, un católico devoto que también es miembro del Opus Dei, insta a O’Neill, un católico no practicante, y a su esposa secular nacida en Alemania del Este a convertirse en fieles activos.
O'Neill no encuentra pruebas de que Hanssen lleve una doble vida secreta y desarrolla un respeto cada vez mayor por su jefe, lo que lo lleva a enfrentarse a su contacto en la misión encubierta, Kate Burroughs. Ella admite que las acusaciones de desviación sexual son solo una consideración secundaria y que se sospecha que Hanssen ha espiado para la Unión Soviética durante años y es responsable de la muerte de agentes que trabajan para los Estados Unidos. Toda la División de Seguridad de la Información que Hanssen ahora dirige fue creada específicamente para alejarlo de su trabajo anterior como enlace con el Departamento de Estado, y su oficina fue construida especialmente con equipo de vigilancia oculto. La investigación ya incluye a cincuenta agentes, y está supervisada personalmente por el Director del FBI Louis Freeh, quien ha estado leyendo los informes de O’Neill sobre Hanssen.
Aunque el FBI ya tiene pruebas suficientes para arrestar a Hanssen, el director Freeh quiere atrapar a Hanssen en el acto de hacer una entrega para que el caso contra Hanssen sea hermético, asegurándose de que cooperará una vez arrestado y no tomará represalias exponiendo a más agentes encubiertos e informantes. O’Neill recibe la orden de obtener datos del Palm Pilot de Hanssen y mantenerlo ocupado mientras los agentes del FBI registran su automóvil y colocan dispositivos de escucha encubiertos en él.
Los dispositivos de seguimiento en el automóvil de Hanssen causan interferencias con la radio, lo que hace que Hanssen sospeche. También se pregunta por qué lo colocaron en una posición aislada en el FBI solo unos meses antes de su jubilación. Le dice a O’Neill que cree que está siendo vigilado por agentes rusos. El FBI intercepta un mensaje que envía a sus controladores rusos diciendo que no proporcionará más información. O’Neill convence a Hanssen de que no está siendo seguido por los rusos ni por él en nombre del FBI. Con su confianza restaurada, Hanssen hace una última entrega de información robada y el FBI lo atrapa en el acto.
Aunque le aseguran un ascenso, O’Neill se desanima por el costo que el caso ha tenido en su matrimonio y opta por dejar la agencia. Cuando O’Neill sale de su oficina con sus pertenencias, se encuentra inesperadamente con Hanssen en un ascensor escoltado por oficiales que lo arrestan. Un lloroso Hanssen le pide a O’Neill que ore por él, y O’Neill promete que lo hará.

## Reparto
- Chris Cooper - Robert Hanssen
- Ryan Phillippe - Eric O'Neill
- Laura Linney - Kate Burroughs
- Caroline Dhavernas - Juliana O'Neill
- Dennis Haysbert - Dean Plesac
- Gary Cole - Rich Garces
- Kathleen Quinlan - Bonnie Hanssen